# Symbiopsis morpho
Symbiopsis morpho är en fjärilsart som beskrevs av Nicolay 1971. Symbiopsis morpho ingår i släktet Symbiopsis och familjen juvelvingar. Inga underarter finns listade i Catalogue of Life.